# Stellarium

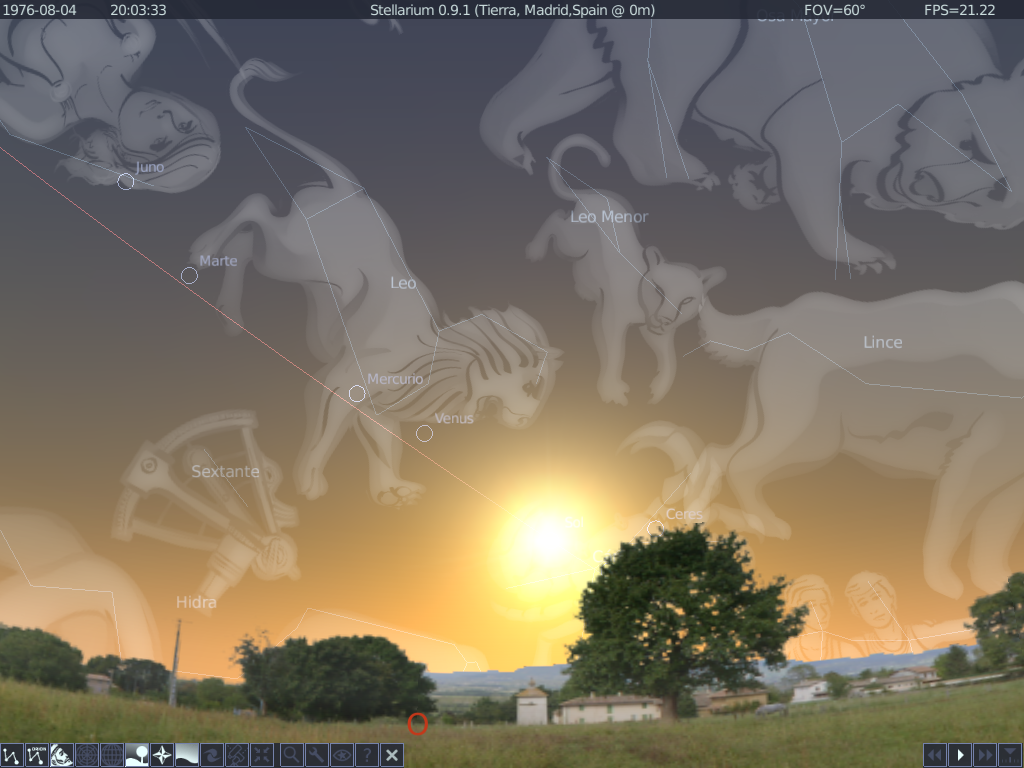
Stellarium simulando el año 1976.

Stellarium es un programa que permite simular un planetario en ordenadores de escritorio, es software libre y está disponible para los principales sistemas operativos, entre ellos Linux, Windows y Mac OS.
Permite calcular la posición del Sol, la Luna, planetas, constelaciones y estrellas, además simula el cielo dependiendo de la localización y tiempo del observador. También simula fenómenos astronómicos, tales como lluvias de meteoros, eclipses lunares y solares.

## Visualización
Stellarium opera simulando en la pantalla la vista esférica del cielo (en todas las direcciones, incluso "bajo el suelo"). La vista se desarrolla en forma tridimensional, ajustada a una forma "visual" o a una forma "binocular" ("fisheye projection").
El programa tiene la opción de tomar la latitud y longitud de cualquier ubicación geográfica, con lo que es posible observar el cielo en distintas partes del mundo. La visualización se lleva en tiempo real, o en un tiempo de velocidad ajustable hacia adelante y hacia atrás en el tiempo, con lo que es posible "observar" el cielo en cualquier momento y lugar en la Tierra.
Para una visualización más realista, permite simular el efecto de la atmósfera, el cual resulta en una difuminación de la luz de las estrellas de noche, y en el brillo y tono azul que cubre el cielo de día.
Stellarium permite simular una "vista de mundo real" la cual incluye un efecto de suelo con paisajes (de ciudad, bosque u otros modelos), tamaño y brillo aparente de los cuerpos celestes (en particular el Sol), efecto de neblina, y otros.
Otras opciones incluyen: una visualización de carácter "artístico" con diseños de las constelaciones; plano ecuatorial/azimutal para seguir el movimiento de los cuerpos celestes; y compatibilidad con catálogos de cuerpos celestes como cometas y nebulosas.
El sitio web recomienda una proyección en ambientes oscuros para obtener un mejor realismo.
El programa incluye la opción de ponerlo en modo nocturno modificando los colores para adecuarse a la vista en estas situaciones.

## Versiones
En enero de 2004 se lanzó la versión 0.5.2 para Windows, Mac OS y Linux.

### Rama 0.6
En mayo de 2004 se lanzó la versión 0.6, casi todo el programa fue reescrito y se agregaron algunas nuevas funciones:
- Modo de proyección de ojo de pez.
- Mejoras en el renderizado de la atmósfera.
- Adaptaciones en tiempo real de la luminosidad para una transición realista entre el día y la noche.
- Satélites de planetas.[3]

La versión 0.6.1 fue lanzada en octubre de 2004 e incluye las impresionantes constelaciones artísticas creadas por Johan Meuris.

### Rama 0.7
La versión 0.7 de Stellarium fue lanzada en septiembre de 2005, entre sus novedades se encuentran la búsqueda de objetos, scripting, navegación con el ratón, eclipses realistas e internacionalización.

### Rama 0.8
En mayo de 2006 se lanza la versión 0.8 de Stellarum, entre sus novedades se encuentran:
- Intefaz multilingue en más de 20 idiomas.
- Más objetos del catálogo Nuevo Catálogo General.
- Lista de ciudades del planeta, para seleccionar fácilmente nuestra localización en el mapa del planeta.
- Selección del punto de observación adapatable, para poder seleccionar como hogar cualquier lugar del sistema solar, para ver por ejemplo la Tierra desde la Luna o a Marte desde Phobos.
- Visión de modo nocturno: Todos los menús se muestran en rojo cuando se utiliza Stellarium en el campo o desde un portátil.[6]

### Rama 0.9
En junio de 2007 se lanza la versión 0.9 de Stellarium, entre sus novedades se encuentran:
Un catálogo más amplio de estrellas obtenido del satélite Hipparcos, además del catálogo Tycho 2 y del catálogo NOMAD.
Capacidad para volar a planetas presionando Control+G cuando un planeta está seleccionado.

### Rama 0.10
En septiembre de 2008 se lanza la versión 0.10, cuenta con cielos fotorrealistas en tiempo real, muestra planetas, constelaciones, estrellas, nebulosas, atmósfera, etc.
En esta versión se rediseñó la interfaz gráfica de usuario, una mejora en el uso de la memoria y un rápido inicio. Aunque esta versión se encontraba en estado beta.
La versión 0.10.1 se lanzó en febrero de 2009 y fue la primera versión final o estable en tener la nueva interfaz de Stellarium.
La versión 0.10.6 fue lanzada en diciembre de 2010, incluye nuevos añadidos (plug in), además de la capacidad de instalar terrenos desde archivos zip.

### Rama 0.11
En noviembre de 2011 se lanza la versión 0.11.1, esta versión soluciona varios errores encontrados en la versión anterior.
En marzo de 2012 se lanza la versión 0.11.2, en esta versión se mejoran varios plugin-ins (Ocular, Satélites, Cuasares, Pulsares, etc). Además Se añaden varios objetos transneptunianos, entre ellos: Sedna, Quaoar, Orcus y Haumea.
En mayo de 2012 se lanza la versión 0.11.3, se añade una red eclíptica, observatorios del planeta a la lista de localizaciones y la textura de Plutón.
En septiembre de 2012 se lanza la versión 0.11.4, se lanzan nuevos plugins (exoplanetas y análisis de observabilidad), además se mejora el modo de visión nocturno.

### Rama 0.12
En enero de 2013 se lanza la versión 0.12, tiene un nuevo motor de renderizado (permite ver sombras en las superficies de los planetas), mejora la precisión para eventos arqueoastronómicos, mejora de la herramienta de búsqueda.
En abril de 2013 se lanza la versión 0.12.1, se añade el Catálogo Caldwell, además se mejoran las texturas de galaxias y nebulosas.
En agosto de 2013 se lanza la versión 0.12.2 de Stellarium, incluye estrellas variables y se mejoran algunos añadidos.

### Rama 0.13
Cuenta con un nuevo simulador de meteoros.

### Rama 0.18
El 25 de marzo del año 2018 se lanza la versión 0.18 con las siguientes mejoras:
- Compatibilidad con Hierarchical Progressive Surveys [HiPS] (visualización del universo de múltiples longitudes de onda).
- Herramienta AstroCalc actualizada y mejorada.
- Añadido soporte para la colección Hickson Compact Group.

### Rama 0.19
- 5 culturas estelares nuevas
- Reconstruyendo el código: Numerosas mejores y correcciones
- Se añadieron numerosas texturas DSO
- Numerosas mejoras para el motor de scripting

### Rama 0.20
- Nutación corregida, y con ella, horarios de inicio de temporada
- Muchos cambios en la herramienta AstroCalc y el núcleo de Stellarium
- Muchos cambios en los complementos de Oculares y Satélites
- Catálogo DSO actualizado

## Utilización
Stellarium tiene también gran utilidad para los interesados en la astronomía en regiones geográficas donde el clima no es muy benevolente con esta actividad.
El sitio web afirma que Stellarium es ampliamente utilizado en varios planetarios, y que varios profesores y académicos en todo el mundo han comentado lo lamentable que es que "pocas personas le presten la atención que merece".
A la fecha de junio de 2006, Stellarium aparece como "el proyecto del mes" en el sitio de desarrolladores de Sourceforge.net.

## Requisitos del sistema
Las capacidades del programa requieren un sistema computacional de gama media.

### Requisitos mínimos
- Sistemas operativos: Linux/Unix, Windows 7+ (XP usando la versión clásica); Mac OS X 10.10.0+
- Tarjeta gráfica 3D que soporte OpenGL 3.0 y GLSL 1.3
- Memoria RAM: 512 MiB.
- Espacio en disco: 250 MiB.

### Requisitos recomendados
- Sistemas operativos: Linux/Unix; Windows 7, 8, 8.1, 10; Mac OS X 10.11.0+
- Tarjeta gráfica 3D que soporte OpenGL 3.3
- Memoria RAM: 1 GiB o más
- Espacio en disco: 1.5 GiB[17]